# Hans Bader (Geistlicher)
Hans Bader (* 30. Januar 1875 in Bremgarten; † 6. Juni 1935 in Zürich) war ein Schweizer evangelisch-reformierter Pfarrer, der sich im religiösen Sozialismus engagierte.

## Leben
Hans Bader war der Sohn des Apothekers Gottlieb Bader und dessen Ehefrau Emma (geb. Dennler). Er studierte Theologie an der Universität Lausanne, dann an der Universität Basel und zuletzt an der Universität Zürich.
Von 1900 bis 1902 wirkte er als Pfarrer in der reformierten Dorfkirche Peist und dann für längere Zeit von 1902 bis 1911 in Degersheim; dort lud er in den ersten Oktoberwochen 1906 zu einer pädagogisch-sozialen Zusammenkunft verschiedene Schweizer Pfarrer in sein Pfarrhaus ein, an der unter anderem Oskar Pfister, Rudolf Liechtenhan, Ludwig Köhler, Leonhard Ragaz und Hermann Kutter teilnahmen. Aus diesem Zusammentreffen entstanden die späteren religiös-sozialen Konferenzen.
Ab 1911 war er bis zu seinem Tod Pfarrer in Zürich-Aussersihl und predigte in der Kirche St. Jakob und der Johanneskirche.
Bader war Mitglied der Sozialdemokratischen Partei der Schweiz. 1911 war er Mitbegründer der religiös-sozialen Fraktion in der Zürcher Kirchensynode und organisierte am 29. September 1914 die erste Besprechung über das Verhalten der schweizerischen Sozialisten im Ersten Weltkrieg. Auf einer Pfarrer-Tagung in Pratteln brach er jedoch mit der religiös-sozialen Bewegung, weil er sich wieder mehr auf die Religion konzentrieren wollte. Im Konflikt zwischen Hermann Kutter und Leonhard Ragaz stand er so auf der Seite des ersteren.
1919 nahm er im thüringischen Tambach an der Tambacher Konferenz teil, die von der Vereinigung der Freunde des Christlichen Demokraten organisiert wurde. Er hielt einen Vortrag über Der Christ und der Staat und hörte den wegweisenden Vortrag des radikaldemokratischen Sozialisten Karl Barth Der Christ und die Gesellschaft.
1922 lud Hans Bader Emil Brunner ein, sich einem Gesprächskreis anzuschliessen, der sich abwechslungsweise in verschiedenen Pfarrhäusern traf und über theologische Grundfragen diskutierte. Emil Brunner entwickelte sich, aufgrund seiner theologischen Tiefe, kurz darauf zur dominierenden Gestalt und es entstand daraus der spätere Brunner-Kranz. Er setzte sich sehr für den Bau eines Versammlungshauses ein, der 1931 schließlich mit dem Limmathaus realisiert wurde.
Hans Bader war seit 1905 mit Frieda Geister verheiratet.

## Ehrungen
- Im angrenzenden Kirchengemeindehaus der Johanneskirche in Zürich wurde der Hans-Bader-Saal nach ihm benannt, in dem Veranstaltungen mit bis zu 300 Personen stattfinden können.[6]

## Schriften (Auswahl)
- Die Kirche und das Pfarrhaus der evangelischen Kirchgemeinde Degersheim. Zollikofer, St. Gallen 1908.
- Alkoholismus und Gottesherrschaft: Ein Wort an die Pfarrer und an alle, welche religiösem Denken nahe stehen. Helbing u. Lichtenhahn, Basel 1908.
- Alkoholismus und Seelsorge: Eine grundsätzliche Darlegung. Schriftstelle des Alkoholgegnerbundes; Buchdruck R. G. Zbinden, Basel 1911.
- Ein Wort zum Zürcher Generalstreik: Der sozialdemokrat. Abstinentenbund an die schweizerische Arbeiterschaft. Basel 1912.
- mit Robert Seidel, Fritz Brupbacher, Wilhelm Münzenberg: Frührot: Jahrbuch der sozialdemokratischen Jugendorganisation Zürich III.  Conzett, Zürich [1912].
- Gottesreich: Ein Unterweisungsbüchlein. G. A. Bäschlin, Bern 1919.
- Sozialismus, Christentum und Kirche – als Beitrag zu dem Kapitel: Erneuerung der Kirche. Schulthess, Zürich 1919.
- Evangelisches Unterweisungsbüchlein. F. Reinhardt, Basel 1921.